# Barre de censure
La barre de censure est une technique de censure simple, qui consiste à masquer les composants « sensibles » d'un texte ou d'une image, fixe ou animée, au moyen d'un élément visuellement étranger à l'ensemble (à la différence, par exemple, d'une feuille de vigne) : le plus souvent, un rectangle noir.
On parle de caviardage lorsqu'il s'agit d'un document dont certains éléments ne doivent pas être divulgués.

## Usages

Exemples d'usage
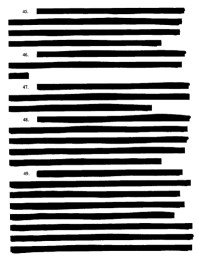
Retouches (caviardage) sur injonction du gouvernement des États-Unis (American Civil Liberties Union v. Ashcroft, 2004).
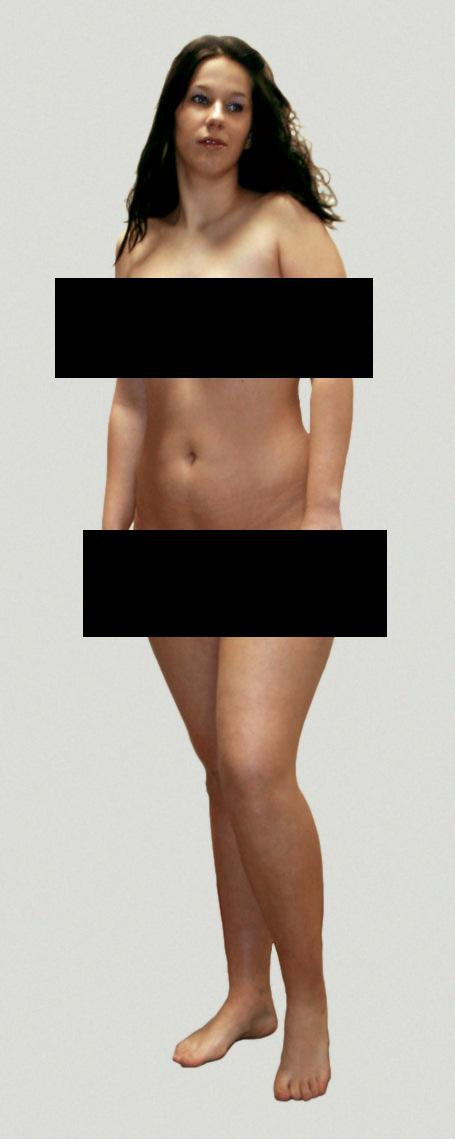
Barres de censure sur une photographie de femme nue.
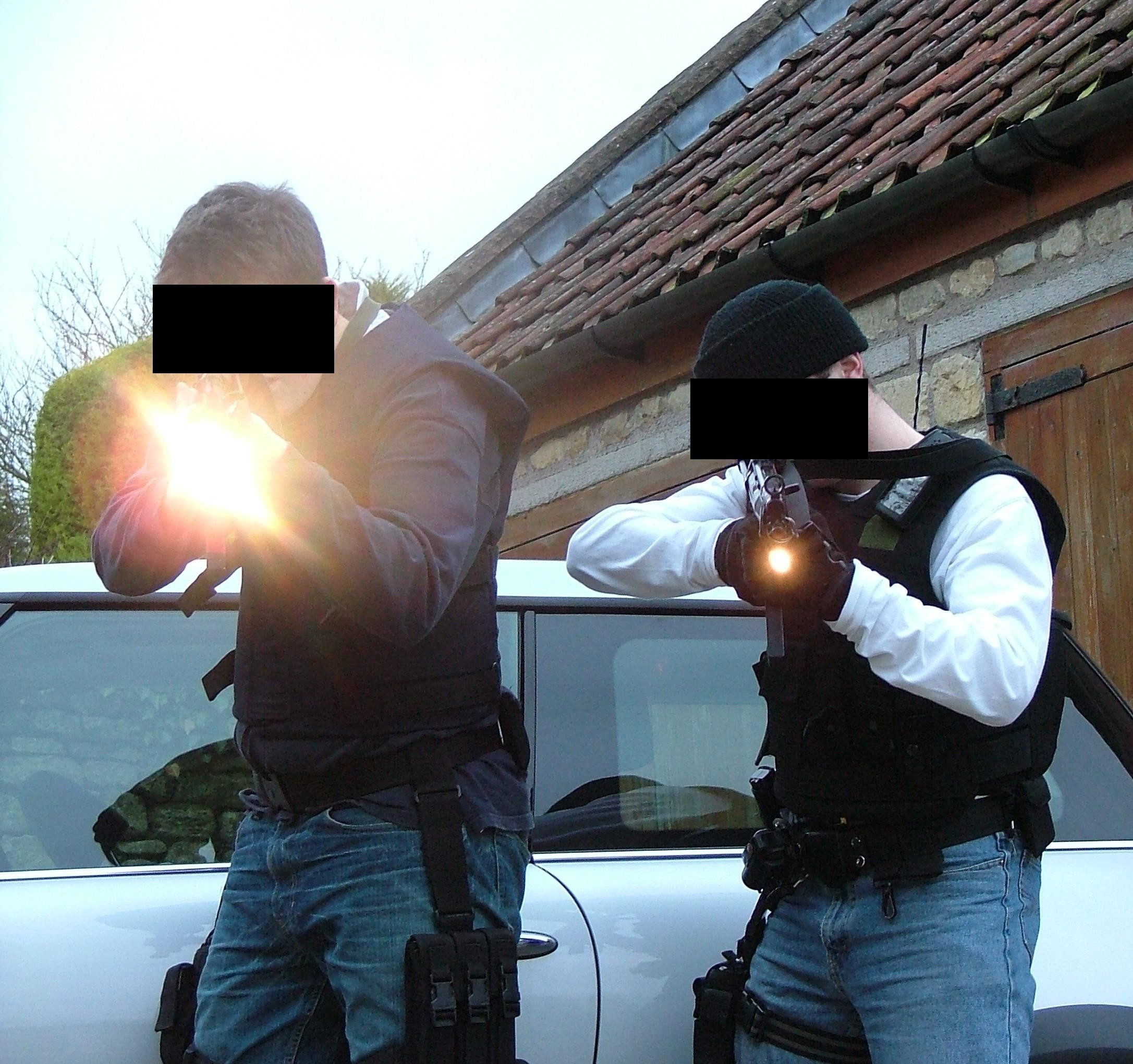
Barres de censure faisant obstacle à l'identification.
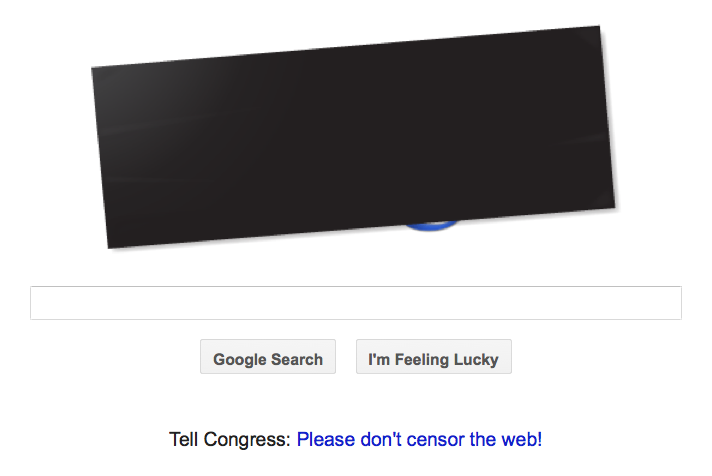
Barre à visée protestataire (Google contre SOPA, 2011).
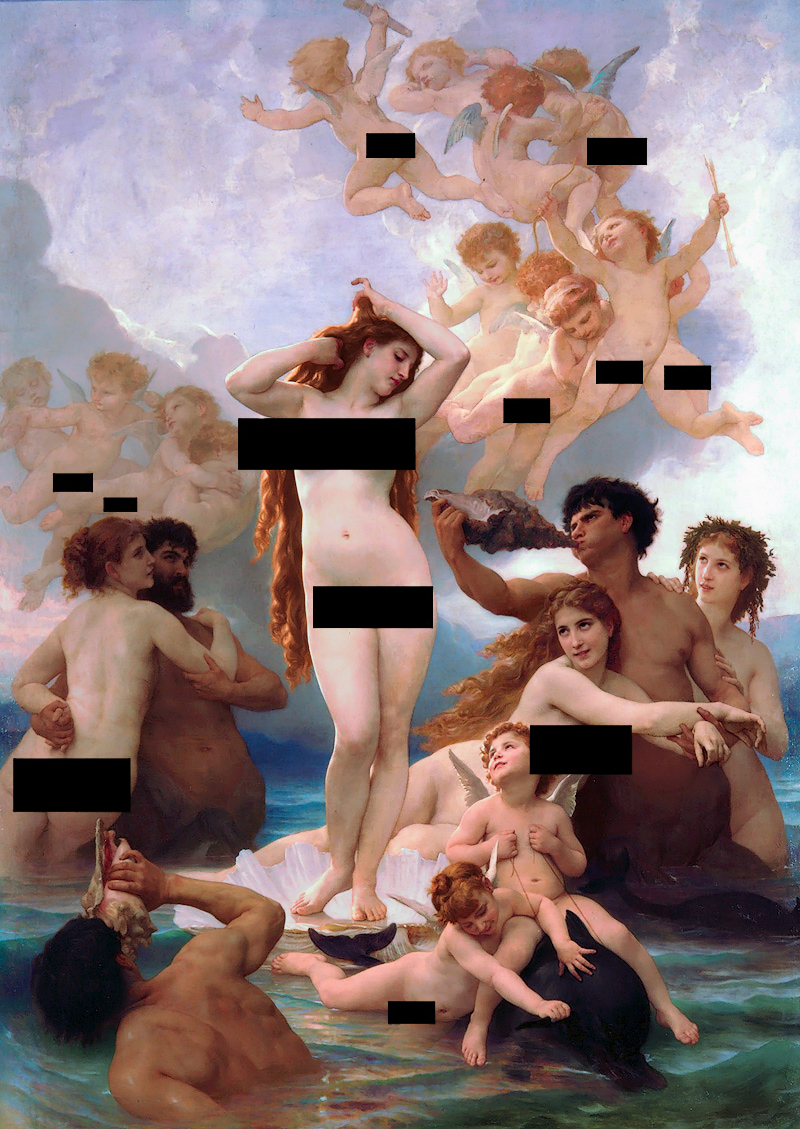
Barres à visée satirique (sur La Naissance de Vénus de William Bouguereau).

Dans le domaine de l'image, la fonction classique de la barre de censure est de cacher la nudité : à cette fin, elle peut être employée aussi bien sur les affiches de film et les photos exposées dans les salles de cinéma que dans les médias écrits de toute nature, en particulier en une. Dans leurs vitrines, music-halls, bars, boîtes de nuit et de striptease placent seins et pubis sous le couvert d'étoiles d'or ou d'argent, de cœurs rouges ou de rectangles noirs, formes qui se trouvent aussi investies d'un rôle d'aguichage.
La nudité est encore en jeu, en 1999, dans la réaction de l'éditeur du jeu Tomb Raider à la diffusion du patch Nude Raider, qui permettait de débarrasser le personnage de Lara Croft de ses quelques vêtements. Après rétroingénierie, l'entreprise mit en circulation un « patch patché » qui plaçait des barres de censure sur les parties appropriées du corps de l'héroïne.
La barre de censure peut aussi s'apposer sur les yeux : il s'agit alors de censurer, non la nudité, mais l'identité de la personne, pour préserver son anonymat et prévenir une atteinte à son droit à l'image. Un autre procédé, employé en télévision, consiste à masquer la bouche des personnages (avec le logo de l'émission, ou un texte ironique) au moment où leurs paroles sont « bipées » : ici, l'intention peut être d'empêcher la lecture labiale, ou simplement d'ajouter un élément humoristique.
Avec la numérisation de l'information, qui autorise des méthodes moins intrusives comme le floutage ou la pixellisation, la barre de censure ne reste le plus souvent utilisée que dans un but satirique. La mise en scène de personnages qui la perçoivent et la manipulent comme un objet matériel de leur propre monde est à la base de diverses formes de détournement parodique.
Métaphoriquement, la barre de censure est aussi, en théorie psychanalytique, ce qui sépare conscient et inconscient : c'est « la barre de censure, la surface spéculaire, le mur de l'hallucination, le tranchant de l'antithèse, l'abstraction de la limite, l'oblicité du signifiant, l'index du paradigme donc du sens » que Roland Barthes voit dans la barre oblique qui sépare les deux lettres de S/Z.